# Europäische Kommunistische Aktion
Die Europäische Kommunistische Aktion (EKA, englisch European Communist Action, ECA) ist eine Vereinigung von derzeit zwölf europäischen kommunistischen, hauptsächlich marxistisch-leninistischen Parteien. Sie wurde am 18. November 2023 gegründet.
Die ECA sieht sich explizit nicht als Europäische politische Partei nach Definition der Europäischen Union, erfüllt derzeit aber auch nicht die Voraussetzungen zur Registrierung als europäische politische Partei.
Die ECA ist durch zwei Mandate der KKE im Europäischen Parlament vertreten.

## Gründung

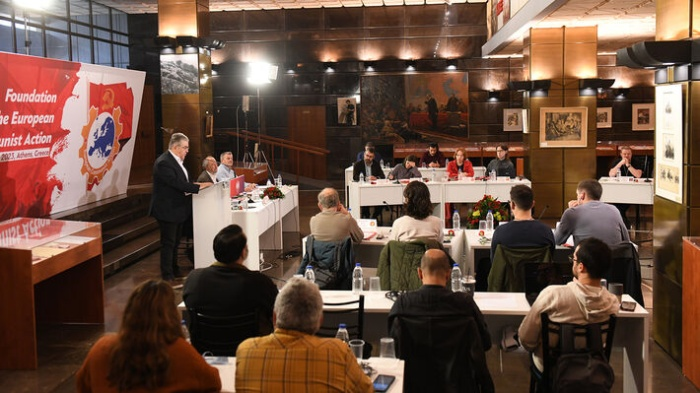
Gründungsversammlung der EKA November 2023

Die Gründung der Europäischen Kommunistischen Aktion erfolgte nach der Auflösung der Europäischen Kommunistischen Initiative im September 2023. Die EKI hatte sich insbesondere in der Beurteilung des laufenden Krieges zwischen Russland und der Ukraine entzweit. Mehrere Mitgliedsparteien unterstützten die Invasion offen, während andere die Invasion als imperialistischen Krieg verurteilten. Diese Meinungsverschiedenheiten kamen zu einem Höhepunkt, nachdem mehrere ECI-Mitgliedsparteien an der World Anti-Imperialist Platform (WAP) teilgenommen hatten, welche Russland und China als antiimperialistische Länder sieht. Die zwölf Mitgliedsparteien der ECA sehen hingegen auch Russland als imperialistische Kraft.
Die ECA wurde von Delegationen von zwölf Parteien aus Mitgliedsländern der Europäischen Union (EU), bzw. mit der EU assoziierter Länder, am 18. November 2023 in Athen auf Initiative der Kommunistischen Partei Griechenlands (KKE) gegründet. Die ECA gab sich eine Gründungsdeklaration. In dieser erklärt sie, den Sozialismus zu fördern, sich der Europäischen Union (EU) und der NATO zu widersetzen und die kapitalistische Ausbeutung und den Imperialismus in Frage zu stellen. Sie widmet sich demnach den Prinzipien des Klassenkampfes und den Rechten der Arbeiter und setzt sich für den Sozialismus als Alternative zum aktuellen kapitalistischen System in Europa ein.

## Mitgliedsparteien
| Land              | Partei                                                             |
| ----------------- | ------------------------------------------------------------------ |
| Finnland          | Kommunistinen Työväenpuolue – Rauhan ja Sosialismin puolesta (KTP) |
| Frankreich        | Parti Communiste Révolutionnaire de France (PCRF)                  |
| Griechenland      | Kommounistikó Kómma Elládas (KKE) Κομμουνιστικό Κόμμα Ελλάδας      |
| Irland Nordirland | Workers' Party of Ireland                                          |
| Italien           | Fronte Comunista                                                   |
| Niederlande       | Nieuwe Communistische Partij van Nederland (NCPN)                  |
| Österreich        | Partei der Arbeit Österreichs (PdA)                                |
| Schweden          | Sveriges Kommunistiska Parti (SKP)                                 |
| Schweiz           | Parti Communiste Suisse (PC)                                       |
| Spanien           | Partido Comunista de los Trabajadores de España (PCTE)             |
| Türkei            | Türkiye Komünist Partisi (TKP)                                     |
| Ukraine           | Sojus kommunistiw Ukrajiny (SKU) Союз комуністів України           |

## Europawahl 2024
| Land              | Partei                                                 | Ergebnis in % | Mandate |
| ----------------- | ------------------------------------------------------ | ------------- | ------- |
| Griechenland      | Kommounistikó Kómma Elládas (KKE)                      | 9,3 %         | 2       |
| Schweden          | Sveriges Kommunistiska Parti (SKP)                     | 0,0 %         | –       |
| Spanien           | Partido Comunista de los Trabajadores de España (PCTE) | 0,1 %         | –       |
| Europäische Union | Europäische Kommunistische Aktion                      | 0,2 %         | 2       |